# Lanrivoaré
Lanrivoaré (bret. Lanriware) – miejscowość i gmina we Francji, w regionie Bretania, w departamencie Finistère.
Według danych na rok 1990 gminę zamieszkiwało 1271 osób, a gęstość zaludnienia wynosiła 85 osób/km² (wśród 1269 gmin Bretanii Lanrivoaré plasuje się na 484. miejscu pod względem liczby ludności, natomiast pod względem powierzchni na miejscu 666.).